# The Ultimate Fighter: Team Nogueira vs. Team Mir
The Ultimate Fighter: Team Nogueira vs. Team Mir fue la octava temporada del reality de televisión de The Ultimate Fighter que se estrenó el 17 de septiembre de 2008. Los equipos separados fueron dirigidos por el Campeón Interino de Peso Pesado de UFC Antonio Rodrigo Nogueira y el contendiente No.1 al título Frank Mir.

## Elenco

### Entrenadores
- Equipo Nogueira
  - Antonio Rodrigo Nogueira, entrenador principal
  - Daniel Valverde, entrenador asistente, Jiu-Jitsu
  - Al Stankiewicz, entrenador asistente, Golpeo
  - Alex Alves,"Pitmonster", entrenador asistente, fuerza y acondicionamiento/traductor

- Equipo Mir
  - Frank Mir, entrenador principal
  - Ken Hahn, entrenador asistente, Golpeo
  - Robert Drysdale, entrenador asistente, Jiu-Jitsu
  - Demian Maia, segundo entrenador, Jiu-Jitsu

### Peleadores
- Equipo Nogueira
  - Pesos ligeros: Rolando Delgado, Efraín Escudero, Phillipe Nover, John Polakowski.
  - Pesos semipesados: Ryan Bader, Jules Bruchez, Kyle Kingsbury, Shane Primm.

- Equipo Mir
  - Pesos ligeros: Junie Browning, Dave Kaplan, Shane Nelson, George Roop.
  - Pesos semipesados: Tom Lawlor, Vinny Magalhães, Eliot Marshall, Krzysztof Soszynski.

- Eliminados en la primera ronda::
  - Pesos ligeros: Jose Aguilar, Fernando Bernstein, Charles Diaz, Joe Duarte, Brandon Garner, Brian McLaughlin (Broken Nose), Wesley Murch, Ido Pariente.
  - Pesos semipesados: Antwain Britt (mano rota), Lance Evans, Karn Grigoryan (nariz rota), Jason Guida (no dio el peso), Ryan Jimmo, Ryan Lopez, Eric Magee, Sean O'Connell, Mike Stewart.

### Otros
- Anfitrión: Dana White
- Narrador: Mike Rowe

## Final
- Peso semipesado:  Ryan Bader vs.  Vinny Magalhães

Bader derrotó a Magalhães vía nocaut técnico en el 2:18 de la 1ª ronda para convertirse en el ganador de peso semipesado de TUF.
- Peso ligero:  Efraín Escudero vs.  Phillipe Nover

Escudero derrotó a Nover vía decisión unánime (29-28, 29-28, 29-28) para convertirse en el ganador de peso ligero de TUF.